# Ján Klimo
Ján Klimo (8. června 1921 Zvolen – 15. října 2001 Bratislava) byl slovenský herec, divadelní režisér a dědeček herce Maroše Kramára.
V letech 1940–1945 studoval medicínu v Bratislavě. V letech 1945–1951 člen činohry ŠD v Košicích, v letech 1951–1953 asistent režie činohry Národního divadla, 1953–1967 režisér (v letech 1953–1960 i umělecký šéf činohry NS) v Bratislavě. Od roku 1967 ve svobodném povolání. Ve filmu hrál menší role. Větší příležitosti mu poskytla televize a dabing. Svým hluboce zabarveným hlasem se stal významným představitelem rozhlasového herectví.

## Filmografie
- 1949: Čertova stena
- 1957: Posledná bosorka (profesor logiky Jaslinský)
- 1957: Zemianska česť
- 1958: Dáždnik svätého Petra (Majzík)
- 1959: Dom na rázcestí (režisér)
- 1959: Kapitán Dabač
- 1959: Skaly a ľudia
- 1960: Skalní v ofsajde (vedoucí kanceláře)
- 1960: Trinásťroční – pov. Strieborný Favorit (Viktorov otec)
- 1962–63: Jánošík I-II (biskup)
- 1963: Výhybka (tajemník KV KSS)
- 1974: Mont Oriol (Andermatt)
- 1975: Horúčka (kapitán VB)
- 1975: Život na úteku
- 1978: Rosnička
- 1983: Zbohom, sladké driemoty (vedoucí Štefan)
- 1984: Lampáš malého plavčíka (učitel)